# Тулібово
Тулібово (пол. Tulibowo, нім. Tulpenfeld) — село в Польщі, у гміні Добжинь-над-Віслою Ліпновського повіту Куявсько-Поморського воєводства.
Населення — 200 осіб (2011).
У 1975-1998 роках село належало до Влоцлавського воєводства.

## Демографія
Демографічна структура станом на 31 березня 2011 року:
|          | Загалом | Допрацездатний вік | Працездатний вік | Постпрацездатний вік |
| -------- | ------- | ------------------ | ---------------- | -------------------- |
| Чоловіки | 102     | 28                 | 65               | 9                    |
| Жінки    | 98      | 22                 | 60               | 16                   |
| Разом    | 200     | 50                 | 125              | 25                   |